# 哈爾維爾

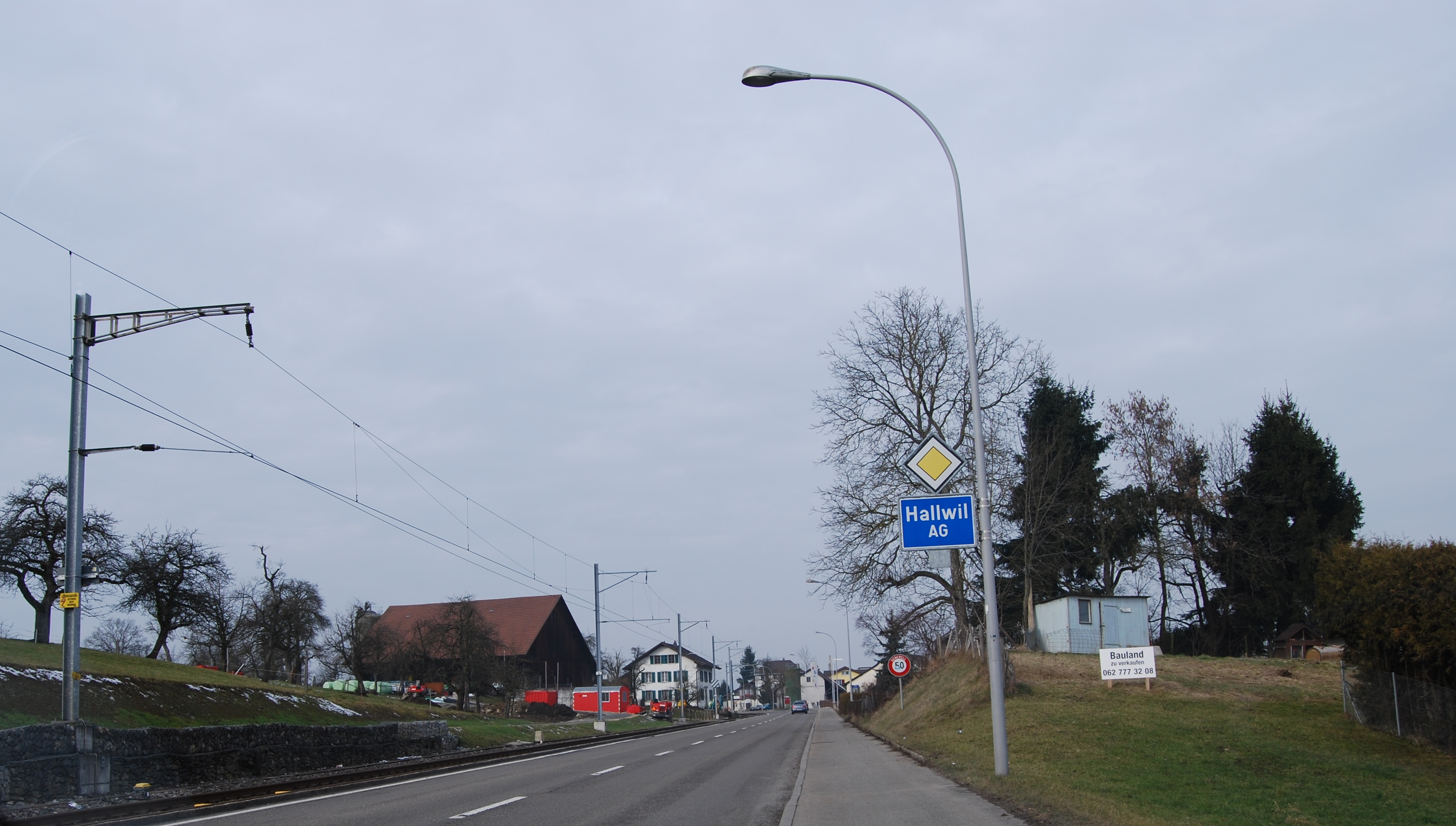

哈爾維爾是瑞士的城鎮，位於該國北部，由阿爾高州負責管轄，面積2.19平方公里，海拔高度475米，2012年人口767，五成半人口信奉基督教，人口密度每平方公里350人。